# Josephine Hutchinson
Josephine Hutchinson (Seattle, 12 ottobre 1903 – New York, 4 giugno 1998) è stata un'attrice statunitense, attiva soprattutto tra gli anni trenta e quaranta.

## Biografia
Figlia dell'attrice teatrale Leona Roberts (che era sorella di Edith Roberts), dopo aver studiato alla Cornish School of Music and Drama di Seattle, Josephine Hutchinson si spostò a New York dove, a partire dal 1926, seguì la scuola teatrale di Eva Le Gallienne, mantenendosi gli studi lavorando presso un grande magazzino. Iniziò a recitare al Civic Repertory Theater, e ricevette presto ottimi apprezzamenti da parte della critica, soprattutto per il suo ruolo in Alice nel paese delle meraviglie. 
La sua relazione sentimentale con la Le Galienne venne scoperta dalla stampa scandalistica e gettò un'ombra sulla sua immagine, creandole non poche difficoltà nel prosieguo della sua attività artistica. Tuttavia, lo scandalo non riuscì a frenare la carriera delle due attrici e la Le Gallienne vinse quello stesso anno il Premio Pulitzer per la sua interpretazione teatrale nella pièce Alison's Playhouse.
Nel 1934 la Hutchinson si trasferì a Hollywood per intraprendere la carriera cinematografica, ottenendo un contratto con la Warner Bros., che la fece esordire nella commedia musicale Verso la felicità (1934), per la regia di Mervyn LeRoy. Il suo ruolo fu particolarmente apprezzato, facendole guadagnare la copertina della rivista specializzata Film Weekly il 23 agosto 1935. Successivamente seguirono altre interpretazioni, soprattutto in pellicole di genere drammatico, fra le quali il melodramma storico La vita del dottor Pasteur (1936), per la regia di William Dieterle.
Messa sotto contratto dalla Universal Pictures, la Hutchinson interpretò una delle sue pellicole meglio riuscite, Il figlio di Frankenstein (1939), al fianco di mostri sacri del genere horror come Basil Rathbone, Boris Karloff e Bela Lugosi. Seguì una lunga serie di altri ruoli, quasi sempre come attrice non protagonista, tra i quali spiccano Un napoletano nel Far West (1955), con Eleanor Parker e Robert Taylor, e Intrigo internazionale (1959) di Alfred Hitchcock. Parallelamente, la Hutchinson intraprese anche la carriera televisiva, partecipando a diverse serie di grande successo come Gunsmoke, Ai confini della realtà e Perry Mason, interpretando ruoli di signora anziana vigorosa e caparbia.
Morì all'età di 94 anni alla Florence Nightingale Nursing Home di New York.

## Filmografia parziale

### Cinema

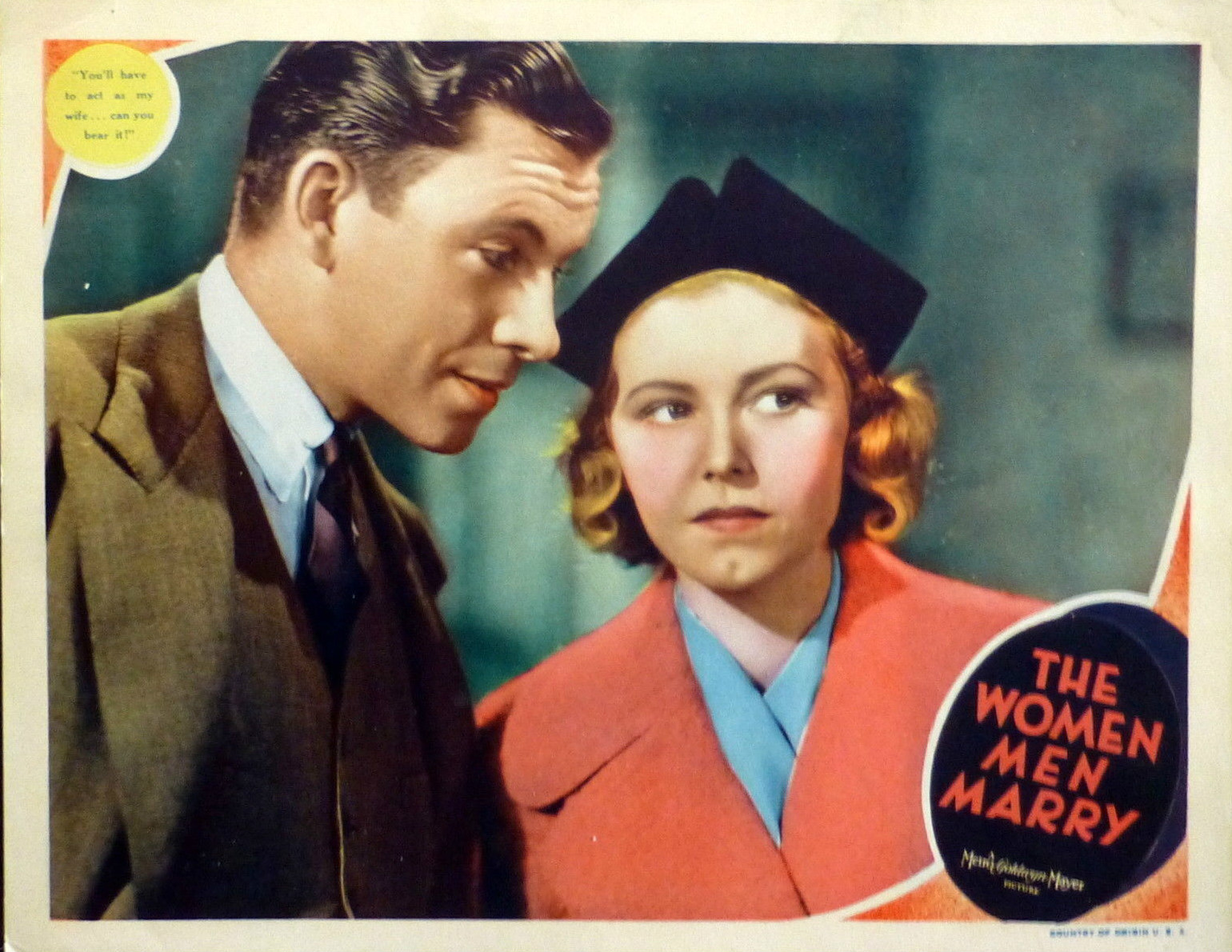
Con George Murphy in The Women Men Merry

- The Little Princess, regia di Marshall Neilan (1917)
- Verso la felicità (Happiness Ahead), regia di Mervyn LeRoy (1934)
- La lampada cinese (Oil for the Lamps of China), regia di Mervyn LeRoy (1935)
- La vita del dottor Pasteur (The Story of Louis Pasteur), regia di William Dieterle (1936)
- The Women Men Marry, regia di Errol Taggart (1937)
- Febbre nera (The Crime of Doctor Hallet), regia di S. Sylvan Simon (1938)
- Il figlio di Frankenstein (Son of Frankenstein), regia di Rowland V. Lee (1939)
- Figlio, figlio mio! (My Son, My Son!), regia di Charles Vidor (1940)
- Il bandito senza nome (Somewhere in the Night), regia di Joseph L. Mankiewicz (1946)
- Non sono una spia (Tom Brown School Days), regia di Robert Stevenson (1946)
- Il giudice Timberlane (Cass Timberlane), regia di George Sidney (1947)
- Diana vuole la libertà (Adventure in Baltim ore), regia di Richard Wallace (1949)
- Ruby, fiore selvaggio (Ruby Gentry), regia di King Vidor (1952)
- Marito per forza (Love Is Better Than Ever), regia di Stanley Donen (1952)
- Un napoletano nel Far West (Many Rivers to Cross), regia di Roy Rowland (1955)
- Incontro sotto la pioggia (Miracle in the Rain), regia di Rudolph Maté (1956)
- Una pistola per un vile (Gun for a Coward), regia di Abner Biberman (1957)
- L'idolo della canzone (Sing Boy Sing), regia di Henry Ephron (1958)
- Intrigo internazionale (North by Northwest), regia di Alfred Hitchcock (1959)
- Le avventure di Huck Finn (The Adventures of Huckleberry Finn), regia di Michael Curtiz (1960)
- I draghi del West (Walk Like a Dragon), regia di James Clavell (1960)
- L'ultimo tentativo (Baby the Rain Must Fall), regia di Robert Mulligan (1965)
- Nevada Smith, regia di Henry Hathaway (1965)
- Coniglio, non scappare (Rabbit, Run), regia di Jack Smight (1970)
- Ritorno a casa (The Homecoming), regia di Peter Hall (1973)

### Televisione
- Lux Video Theatre – serie TV, 1 episodio (1955)
- The 20th Century-Fox Hour – serie TV, episodio 2x13 (1957)
- Men of Annapolis – serie TV, episodio 1x06 (1957)
- Carovane verso il West (Wagon Train) – serie TV, 1 episodio (1960)
- Scacco matto (Checkmate) – serie TV, episodio 1x20 (1961)
- General Electric Theater – serie TV, 2 episodi (1956-1961)
- Gli uomini della prateria (Rawhide) – serie TV, episodio 4x20 (1962)
- Perry Mason – serie TV, 4 episodi (1958-1962)
- The Dick Powell Show – serie TV, episodio 1x10 (1961)
- Ai confini della realtà (The Twilight Zone) – serie TV, episodio 3x35 (1962)
- The New Breed – serie TV, episodio 1x20 (1962)
- G.E. True – serie TV, episodio 1x23 (1963)
- Sotto accusa (Arrest and Trial) – serie TV, episodio 1x07 (1963)
- La legge di Burke (Burke's Law) – serie TV, episodio 1x30 (1964)
- Il dottor Kildare (Dr. Kildare) – serie TV, 1 episodio (1964)
- The Rounders – serie TV, episodio 1x15 (1966)
- Gunsmoke – serie TV, 2 episodi (1959-1967)
- Reporter alla ribalta (The Name of the Game) – serie TV, 1 episodio (1968)
- F.B.I. (The F.B.I.) – serie TV, 2 episodi (1969-1970)
- Bonanza – serie TV, episodio 12x09 (1970)
- Mannix – serie TV, 1 episodio (1971)
- La famiglia Partridge (The Partridge Family) – serie TV, 1 episodio (1972)
- La casa nella prateria (Little House on the Prairie) – serie TV, 1 episodio (1974)

## Doppiatrici italiane
- Wanda Tettoni in Figlio, figlio mio!, Un napoletano nel Far West, Una pistola per un vile
- Rita Giannini in Verso la felicità
- Margherita Bagni in Il figlio di Frankenstein
- Franca Dominici in Ruby, fiore selvaggio
- Clelia Bernacchi in Intrigo internazionale[2]
- Adriana De Roberto in Le avventure di Huck Finn
- Dhia Cristiani in Nevada Smith